# Finkum
Finkum (officieel, Fries: Feinsum) is een dorp in de gemeente Leeuwarden, in de Nederlandse provincie Friesland. Finkum ligt ten noorden van de stad Leeuwarden, tussen Stiens en Hijum. Finkum en Hijum zijn buurdorpen en hebben onder andere een gezamenlijk dorpshuis.
In 2023 telde het dorp 155 inwoners. Langs Finkum loopt de Finkumervaart en ten oosten van het dorp ligt de buurtschap Poelhuizen.

## Geschiedenis
Finkum is waarschijnlijk ontstaan rond een buitenverblijf van het klooster Mariëngaarde in Hallum. Het klooster bezat veel grond in het gebied. De betekenis van de naam is onduidelijk. Toen het klooster in 1580 de macht verloor, namen vier adellijke families deze over. De belangrijkste hiervan was het geslacht Holdinga, eigenaren van Holdingastate. In 1640 stierf dit geslacht uit.

## Kerken

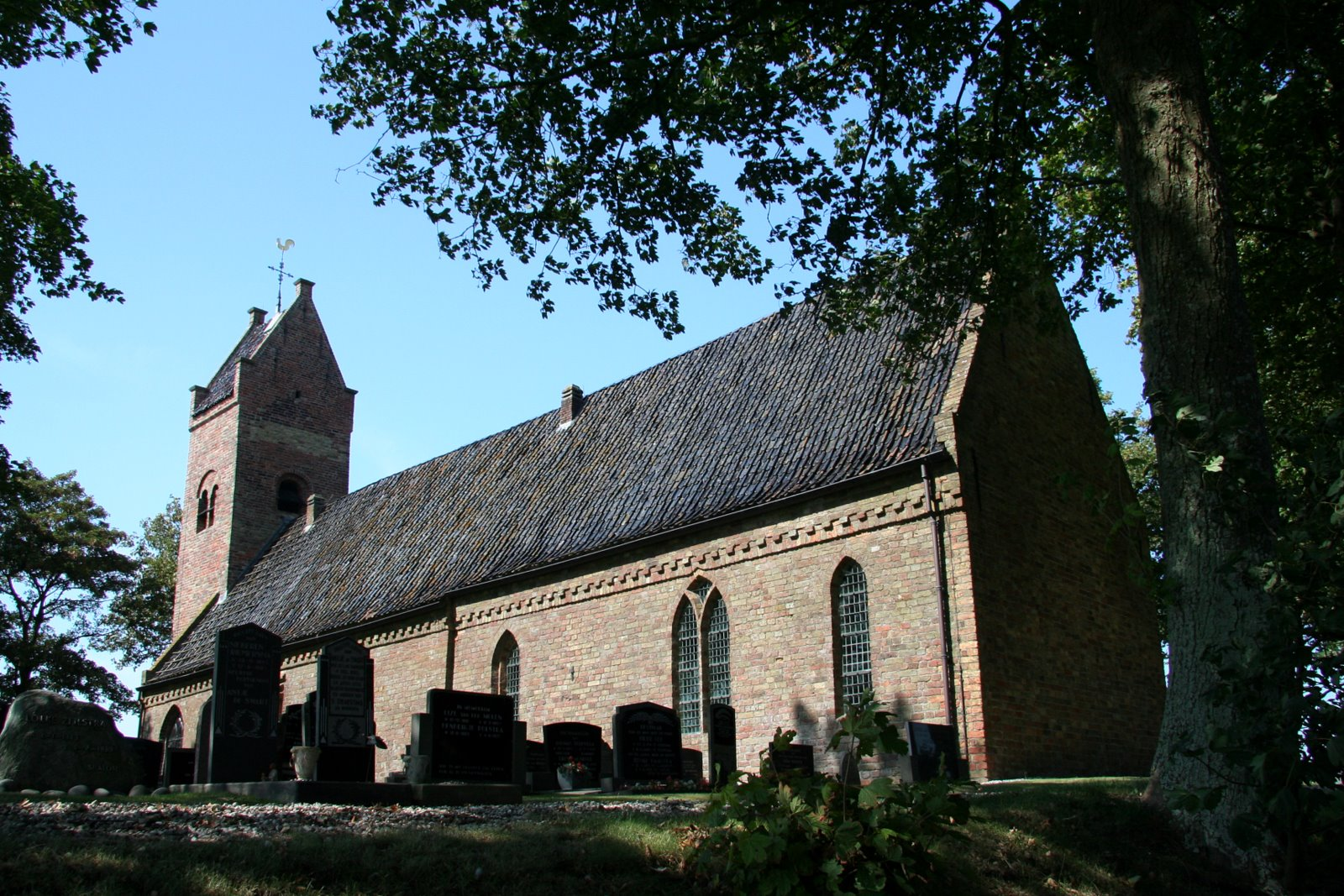
De Sint-Vituskerk

De Sint-Vituskerk is een kerk uit de 13e eeuw. In 1515 werd de toren door de Zwarte Hoop in brand gestoken om er de bezetting van Gelderse soldaten uit te verjagen. In de 16e eeuw is het koor van de kerk gesloopt, en in de 18e eeuw kreeg de toren een zadeldak. In die toren hangt een klok uit 1477, en in de kerk is een preekstoel te zien uit de 16e eeuw. Bij een restauratie in 1962-1964 zijn veel authentieke details verloren gegaan. In de kerk liggen nog grafstenen van de Holdinga's. De kerk is eigendom van de Stichting Alde Fryske Tsjerken.

## Spoorwegstation

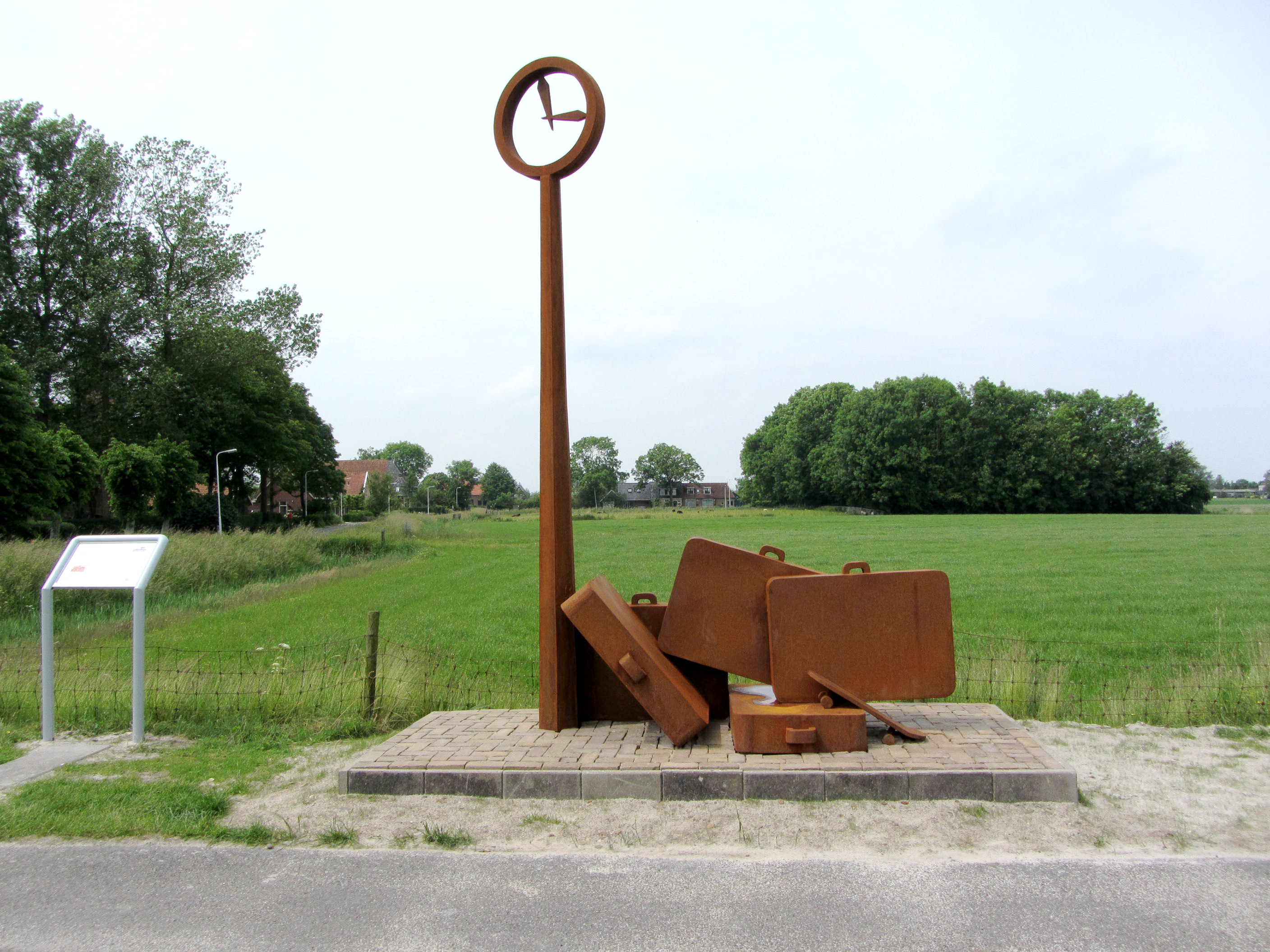
Ode aan de halte

Het Dokkumer lokaaltje had een station derde klasse in Finkum. Nadat de lijn voor personenvervoer was gesloten is het stationsgebouw afgebroken. Op een gedeelte van het tracé ligt nu een fietspad naar Hijum.

## Slagdijkstermolen
Ten westen van Finkum staat de Slagdijkstermolen, een oorspronkelijk uit 1864 daterende poldermolen, die in 2007/2008 geheel is gerestaureerd.

## Jabikspaad
De oostelijke route van het Jabikspaad, de Friese Camino de Santiago, gaat door Finkum. Het Jabikspaad is 130 kilometer lang en loopt van Sint Jacobiparochie naar Hasselt.

## Geboren in Finkum
Johannes Brandsma (1918-2002), politicus